# Reid Scott (diễn viên)
Reid Scott (sinh ngày 19/11/1977) là nam diễn viên người Mỹ. Anh được biết nhiều qua vai Brendan "Brando" Dorff trong sê-ri hài My Boys.